# Francesc Bujosa Homar
Francesc Bujosa Homar (Esporles, 1947 - Palma, 10 de març de 2020) fou un metge mallorquí.
Es llicencià i doctorà en medicina a la Universitat de València. Va ser professor adjunt de la Universitat de València i catedràtic d'Història de la Ciència a la Universitat de Saragossa. Al 1991 s'incorporà com a catedràtic d'Història de la Ciència de la Universitat de les Illes Balears.
Va ser president de la Sociedad Española de Historia de la Medicina i acadèmic numerari de la Reial Acadèmia de Medicina de les Illes Balears. Va publicar quinze llibres, així com més de dos centenars de capítols de llibre, articles de revista i veus d'enciclopèdia. Va ser col·laborador de la Gran Enciclopèdia de Mallorca i del Diari de Balears. Les seves publicacions estaven majoritàriament relacionades amb la història de la ciència.